# Davi José Silva do Nascimento
Davi José Silva do Nascimento (Fortaleza, 10 maart 1984) is een Braziliaans voetballer.